# Euproctis labecula
Euproctis labecula är en fjärilsart som beskrevs av Alfred Ernest Wileman 1910. Euproctis labecula ingår i släktet Euproctis och familjen tofsspinnare. Inga underarter finns listade i Catalogue of Life.